# Joó Gyula
Joó Gyula (Abony, 1876. július 17. – Kecskemét, 1945. május 4.) jogakadémiai tanár, jogi író. Joó Sándor református lelkész apja, Joó Árpád karmester nagyapja.

## Életpályája
1899–1901 között Kecskeméten ügyvédjelölt volt. 1901–1903 között törvényszéki aljegyzőként dolgozott. 1903–1945 között a kecskeméti református jogakadémia tanára, 1912–1921 között igazgatója volt. 1911–1918 között a kolozsvári Ferenc József Tudományegyetemen közjogból magántanára volt. 1924–1930 között a Kecskeméten működő Egyetemes Református Jogakadémia Évkönyve szerkesztője volt.
Általános jogelméleti- és történeti kérdésekkel, a magyar–horvát közjogi viszony problémáival, Fiume közjogi helyzetével foglalkozott. Elkészítette az 1911. évi választójogi törvénytervezetet.

## Családja
Szülei Joó Sándor gazdatiszt és O. Szűcs Eszter voltak. Felesége, Révész Mária volt. Három gyermekük született: Joó Sándor (1910–1970) református lelkész; Joó Mária és Joó Sára.

## Művei
- Tanulmányok a magyar–horvát közjogi viszonyok köréből (Kecskemét, 1897)
- Fiume közjogi helyzete (tanulmány, Kecskemét, 1906)
- A magyar törvény fogalma és jogi természete jogtörténeti és összehasonlító alapon (I–II. Kecskemét, 1908-1910)
- Az 1868: XIX. tc. és az általa létesített törvényhozási eljárás (Kecskemét, 1908)
- A másfél százados polémia Fiume birtokáért (A Magyar Királyi Erzsébet Tudományegyetem Barátai Tudományos Szövetség Jog- és Társadalmi Szakosztályának Kiadványai. 7. Budapest, 1932; 2. kiadás: 1942)
- 1848. március 15-ének jelentősége napjainkban (Az Egyetemes Református Jogakadémia Tudományos Értekezéseinek Tára. 24. Kecskemét, 1937)
- Törvénytisztelet (A Kecskeméten működő Egyetemes Református Jogakadémia Évkönyve. 1937/38. Kecskemét, 1938)
- Dr. Baltazár Dezső és az egyetemes jogakadémia (A Kecskeméten működő Egyetemes Református Jogakadémia Évkönyve. 1940/41. Budapest, 1941)
- A „keleti kérdés.” („És lőn világosság.” Ravasz László-emlékkönyv. Ravasz László hatvanadik életéve és dunamelléki püspöksége huszadik évfordulójára. Kecskemét, 1941)
- A magyarság helyzete a Kárpátmedencében (A Kecskeméten működő Egyetemes Református Jogakadémia Évkönyve. 1942/43. Kecskemét, 1943)